# Antonio Ribas y Oliver
Antonio Ribas y Oliver (1845-1911) fue un pintor español.

## Biografía
Nació el 17 de febrero de 1845 en Palma, en las islas Baleares. Pintor paisista, residió en su ciudad natal, donde estudió la pintura con Juan Mestre en la Escuela de Bellas Artes, alcanzando diferentes premios. En la Exposición general de Bellas Artes celebrada en 1864 en Madrid presentó dos países (estudios del natural). En la de Barcelona de 1866 expuso Un país, que fue premiado con medalla de oro, y alcanzó elogios de la crítica. En la de Madrid del mismo año obtuvo mención honorífica por sus dos Vistas de la isla de Mallorca. También figuraron muchas marinas, paisajes y asuntos de género de su mano en comercios de Barcelona. Falleció en 1911. Fue padre del también pintor Antonio Ribas Prats.